# Кешлак-е Аббасбад
Кешлак-е Аббасбад (перс. قشلاق عباس اباد) — село в Ірані, у дегестані Хондаб, у Центральному бахші, шагрестані Хондаб остану Марказі. За даними перепису 2006 року, його населення становило 86 осіб, що проживали у складі 22 сімей.

## Клімат
Середня річна температура становить 11,82 °C, середня максимальна – 30,22 °C, а середня мінімальна – -10,26 °C. Середня річна кількість опадів – 273 мм.
| Клімат поселення                              | Клімат поселення | Клімат поселення | Клімат поселення | Клімат поселення | Клімат поселення | Клімат поселення | Клімат поселення | Клімат поселення | Клімат поселення | Клімат поселення | Клімат поселення | Клімат поселення | Клімат поселення |
| Показник                                      | Січ.             | Лют.             | Бер.             | Квіт.            | Трав.            | Черв.            | Лип.             | Серп.            | Вер.             | Жовт.            | Лист.            | Груд.            |                  |
| Середній максимум, °C                         | 8,51             | 10,28            | 14,56            | 19,72            | 23,54            | 30,22            | 30,18            | 29,60            | 25,24            | 20,32            | 13,49            | 7,98             |                  |
| Середня температура, °C                       | −0,87            | 0,88             | 5,17             | 10,35            | 14,16            | 20,82            | 24,28            | 23,68            | 19,34            | 14,41            | 7,59             | 2,09             |                  |
| Середній мінімум, °C                          | −10,26           | −8,51            | −4,22            | 0,96             | 4,77             | 11,44            | 18,38            | 17,78            | 13,43            | 8,52             | 1,69             | −3,81            |                  |
| Норма опадів, мм                              | 43               | 33               | 47               | 37               | 36               | 9                | 0                | 1                | 1                | 6                | 23               | 37               |                  |
| Середньомісячна швидкість вітру, м/с          | 1.62             | 2.03             | 2.81             | 2.90             | 2.57             | 2.51             | 2.48             | 2.48             | 2.29             | 2.16             | 1.90             | 1.31             |                  |
| Середньомісячна сонячна радіація, кДж/м²·день | 9032             | 12325            | 14774            | 18180            | 22323            | 27024            | 26000            | 23977            | 20991            | 15452            | 10866            | 8932             |                  |
| --------------------------------------------- | ---------------- | ---------------- | ---------------- | ---------------- | ---------------- | ---------------- | ---------------- | ---------------- | ---------------- | ---------------- | ---------------- | ---------------- | ---------------- |
| Джерело:                                      |                  |                  |                  |                  |                  |                  |                  |                  |                  |                  |                  |                  |                  |